# Folding@home
Folding@home es un proyecto de computación distribuida diseñado para usar los recursos de computadores personales para realizar simulaciones de plegamiento proteico relevantes a enfermedades y otras dinámicas moleculares, y para mejorar los métodos de ello. También referido como FAH o F@h, gran parte de su trabajo trata de determinar cómo las proteínas llegan a su estructura final, que es de gran interés académico y tiene implicaciones importantes para la investigación de enfermedades. En menor medida, Folding@home también intenta predecir esa estructura final a partir solamente de su secuencia de aminoácidos, que tiene aplicaciones en el diseño de fármacos. Folding@home es desarrollado y operado por el Laboratorio Pande en la Universidad Stanford, bajo la dirección de Vijay Pande. La meta del proyecto es "entender el plegamiento proteico, el mal plegamiento, y enfermedades relacionadas". Folding@home es el proyecto más grande de computación distribuida en el mundo reconocido por el Guiness World Of Records.
El 8 de marzo de 2004, el proyecto genome@home concluyó y fue fusionado con folding@home.
Folding@home fue desarrollado por el Laboratorio PANDE de la Universidad de Stanford sin fines de lucro bajo la dirección de Vijay PANDE y esta bajo la dirección de Gregory Bowman, Profesor de Bioquímica y Biofísica Molecular en la Escuela de Medicina de la Universidad de Washington en San Luis desde 2019 - es utilizado colectivamente por varias instituciones científicas y laboratorios de investigación en todo el mundo.
El investigador de Folding@home, Gregory Bowman, fue galardonado con el Premio Thomas Kuhn Paradigm Shift 2010 de la Sociedad Química Americana por el desarrollo del software de código abierto MSMBuilder y por lograr un acuerdo cuantitativo entre la teoría y el experimento. Por su trabajo, Vijay Pande fue nuevamente galardonado con el Premio Michael y Kate Bárány para Jóvenes Investigadores en 2012 por el "Desarrollo de métodos computacionales para la creación de modelos teóricos líderes para el plegamiento de proteínas y ARN"  y el Premio Irving Sigal para Jóvenes Investigadores en 2006 por los resultados de su simulación.

## Relevancia del proyecto
Gregory Bowman prevé un futuro en el que Folding@home sirva como punto de partida para el diseño de nuevos medicamentos. Las simulaciones precisas de cómo se pliegan las proteínas permiten a la comunidad científica comprender mejor el desarrollo de muchas enfermedades, como el alzheimer, la fibrosis quística, la enfermedad de las vacas locas o el cáncer. Hasta el momento, el proyecto Folding@home ha tenido éxito simulando el plegamiento en un rango de 5-10 microsegundos, una escala de tiempo miles de veces más grande de lo que había sido posible anteriormente.
Muchos artículos de investigaciones científicas han sido publicados usando el trabajo del proyecto.
Debido a la pandemia de COVID-19, el proyecto pasó de tener alrededor de treinta mil a cuatro millones de dispositivos que lo ejecutan.

## Cómo funciona
Folding@home no depende de potentes supercomputadoras para procesar los datos; en vez de ello, los principales contribuidores al proyecto son los participantes voluntarios de ordenadores personales que han instalado un pequeño programa cliente. El programa, disponible para Windows, Linux y Mac OS se puede ejecutar con una prioridad mínima, por lo que solamente utilizará los recursos no requeridos por ningún otro proceso. En la mayoría de los ordenadores modernos, muy pocas veces se usa la CPU al 100% de capacidad, por lo que folding@home utiliza la capacidad no utilizada.
El programa cliente de folding@home se conecta periódicamente a un servidor para descargar "unidades de trabajo", que son paquetes de datos con los cuales realizar los cálculos. Una vez se termina un paquete, tarea que puede llevar entre unas horas o unos días, se envían los resultados al servidor y se descarga otra unidad de trabajo nueva. Como la integridad de los datos es un asunto de vital importancia en los proyectos de computación distribuida, todas las unidades de trabajo son validadas con una firma digital de 2048 bits.
El cliente folding@home utiliza versiones modificadas de cuatro programas de simulación molecular: Tinker, Gromacs, AMBER, y QMD. Estos programas realizan simulaciones de dinámica molecular y química computacional.
Los participantes en folding@home pueden usar un nombre de usuario para mantener un registro de sus contribuciones. Cada participante puede usar una o más CPU, por ejemplo, una persona con dos ordenadores en su casa, puede ejecutar el programa en ambos. Un grupo de usuarios pueden crear un equipo, de forma que otros participantes puedan unirse a ellos. A los participantes se les asigna una puntuación, en función de la cantidad y complejidad de las unidades de trabajo completadas. Las clasificaciones y estadísticas se pueden ver en el sitio web de folding@home.

## Poder de computación
Entre junio de 2007 y junio de 2011, Folding@home superó a la supercomputadora más rápida del TOP500. Sin embargo, fue superado por la computadora K en noviembre de 2011 y por la computadora Blue Gene/Q en junio de 2012. El 16 de septiembre de 2007, el proyecto Folding@home alcanzó oficialmente un nivel de rendimiento superior al de un petaFLOPS nativo (véase también Floating Point Operations Per Second, peta ≙ Billiarde=1015), principalmente gracias a la participación de las consolas PlayStation 3, lo que lo convierte en el primer sistema informático en lograrlo.
Al año siguiente, el 7 de mayo de 2008, el proyecto alcanzó un nivel de rendimiento sostenible superior a dos petaFLOPS nativos, seguido de tres y cuatro hitos de petaFLOPS nativos en agosto de 2008 y el 28 de septiembre de 2008, respectivamente.
El 11 de mayo de 2016, Folding@home anunció que está a punto de romper el récord de 100 x86 petaFLOPS.
El 19 de julio de 2016 se anunció que se habían superado los 100 x86 petaFLOPS.
El 19 de marzo de 2020, el Dr. Gregory Bowman anunció en Twitter que se habían añadido más de 400.000 nuevos usuarios en las dos semanas anteriores, coincidiendo con la decisión del proyecto de apoyar la investigación contra la pandemia del COVID19.
El 20 de marzo de 2020, Folding@Home anunció que tenía una potencia de cálculo de más de 470 petaFLOPS, superando claramente a la supercomputadora más rápida hasta la fecha: la IBM Summit con 148 petaFLOPS.
El 15 de abril de 2020, Folding@Home anunció que tenía una potencia de cálculo de más de 2.480 petaFLOPS, o 2 exaFLOPS,  rompiendo la barrera del exaFLOPS, meses o años antes de que Intel, AMD o IBM lo logren.

## Progreso y futuro
En febrero de 2006, más de 220.000 CPU están participando activamente (se consideran CPU activas aquellas que hayan enviado datos en los últimos 50 días), y hay más de 1 500 000 CPU registradas. Esta cantidad de participantes convierte a Folding@home en uno de los más potentes proyectos de computación distribuida en el mundo, capaz de soportar un rendimiento de más de 210 teraFLOPS. Poco después de sobrepasar la cifra de 200 000 CPU activas el 20 de septiembre de 2005, el proyecto Folding@home celebró su 5.º aniversario el 1 de octubre de 2005. En el 2006 Sony firma un acuerdo con la universidad de Stanford en el que refleja incorporar el sistema Folding@home a la videoconsola PlayStation 3.
Existe todavía cooperación entre Folding@home y Google Labs, en la forma de Google Compute. Sin embargo, con la nueva barra Google, esta plataforma no sigue estando soportada, aunque hay antiguas versiones que todavía funcionan.
La investigación actual se centra en mejorar la potencia computacional utilizando la GPU del ordenador, además de la CPU. Se pueden encontrar noticias sobre el porte de folding@Home a GPUs en el FAQ del High performance client de la página de proyecto. Tests recientes hablan de que son posibles ganancias de rendimiento de hasta 40 veces una CPU Intel Pentium 4, aunque claro, todo esto depende de la GPU utilizada.

## Estudios en los que colabora Folding@home
- Enfermedad de Alzheimer: La enfermedad de Alzheimer, está causada por la unión de  proteínas relativamente pequeñas (42 aminoácidos), llamados alpha-péptidos, estas pequeñas proteínas están relacionadas con la destrucción progresiva de células cerebrales y la degeneración celular de la materia gris del cerebro. Folding@home está estudiando el desarrollo de un posible  fitofármaco que se asocie a los alpha-péptidos para formar una proteína conjunta que sea inocua para el organismo.
- Enfermedad de Huntington: Al igual que la enfermedad de Alzheimer, la enfermedad de Huntington está causada por la unión de pequeñas proteínas que curiosamente solo están formadas por un tipo de aminoácido, (Guanina). Mediante Folding@home se están estudiando el desarrollo de bio-fármacos que ataquen esas uniones de amino-ácidos para convertirlas en inocuas.
- Cáncer: El gen p53, también llamado el "guardián del genoma", se encuentra en el brazo corto del cromosoma 17 y codifica un factor de transcripción proteica. Resulta esencial para inducir la respuesta de la célula ante el daño del ADN, deteniendo el ciclo celular en caso de mutación. Si esta proteína no se pliega correctamente, o no se pliega lo suficientemente rápido, no realiza su función avisando a la célula, pudiendo dar lugar a que se desarrolle un cáncer. Se usa Folding@Home para simular el plegamiento de este gen y poder comprender el mecanismo completo, pudiendo así desarrollar fármacos que puedan ayudar a resolver el plegamiento incorrecto de esa proteína.
- Desarrollo de antibióticos: Los ribosomas son como máquinas moleculares que desempeñan un papel muy importante en la biología, ya que es la que permite la síntesis de las proteínas. Los antibióticos suelen tener como objetivos las ribosomas de las bacterias, que dañándolas, las eliminan definitivamente. Folding@home está estudiando el misterioso proceso de  síntesis proteica en los ribosomas. Además se está trabajando el desarrollo de moléculas proteicas más eficaces que darán lugar a mejores antibióticos para atacar a los ribosomas de las bacterias.
- Enfermedad de Parkinson: Se están desarrollando estudios preliminares sobre la proteína “Synuclein alpha”, que suele encontrarse en el cerebro, en la zona del neocórtex, hipocampo, hipotálamo, etc.. Se está estudiando el mecanismo plegamiento o mal-plegamiento de esta proteína y el comienzo de los síntomas de la Enfermedad de Parkinson. También se estudia la posible mutación del gen que genera esta proteína, y posibles moléculas proteicas que al asociarse a esta puedan volverla inocua.

## Folding@Home y BOINC
BOINC es una infraestructura para realizar cómputo distribuido. Anteriormente, se buscó utilizar BOINC como un cliente adicional a los clientes ya existentes de Folding@Home, con la finalidad de proporcionar a los donadores mayores opciones, especialmente para los usuarios que ya utilizaban BOINC.
En enero de 2006 se lanzó una versión inicial en el cliente BOINC, probado en una fase alpha con un grupo pequeño, sin embargo se encontraron con problemas significativos con el cliente. Tras encontrarse con más problemas en los siguientes meses, en junio de 2006 se optó por suspender dicha plataforma.

## UNAM@Home
Es una propuesta de sistema distribuido desarrollado en la Facultad de Ingeniería de la UNAM, cuyo fin es explorar el potencial del cómputo distribuido, es decir, del procesamiento obtenido cuando miles (y a veces millones) de ordenadores repartidos a lo largo del orbe, se unen con un propósito: coordinarse para echar a andar iniciativas que requieren gran poder de cálculo. Estas iniciativas o proyectos son obtenidos desde la plataforma BOINC y UNAM@Home elige un proyecto distinto al que apoyar cada mes. 
Dentro de las estadísticas de BOINC se puede encontrar a UNAM@Home como participante debajo del nombre MENA_COMP_DIE_FI_UNAM. Según las estadísticas UNAM@Home tiene un crédito total de 9,583,719,375.40, posicionándose en el segundo lugar de programas en el país ya que ha contribuido con el 49.66% del crédito total del país con tan sólo 20 miembros.
Se pueden apreciar sus resultados en la actualidad, como por ejemplo:  
El hallazgo de un número primo de un millón mil 953 dígitos se hizo en apenas 18 minutos, gracias a que la computadora Windows 7 estaba conectada a la plataforma BOINC, ubicado en edificio Luis G. Valdés del complejo sur de la FI, el 15 de octubre de 2016.
La importancia de esta noticia radica en que los números primos de millones de dígitos, denominados titánicos, son vitales para cifrar datos y poner a prueba la capacidad de una computadora. El número, de un millón mil 953 dígitos, descubierto en la Facultad de Ingeniería, se compone de casi la mitad de los caracteres empleados por Cervantes al escribir Don Quijote (2 millones 59 mil cinco) y poco más que los usados por Víctor Hugo en su novela Los miserables. Para imprimirlo fueron necesarias 400 páginas.
Otro proyecto en el que se ha trabajado en Unam@home es Serpent, dirigido por Juan Luis Francois Lacouture, en el que se busca modelar y analizar partículas nucleares.

## Resultados
Un total de 223 publicaciones científicas (al 18 de marzo de 2020) se publicaron como resultado directo de Folding@home. Gran parte de estas publicaciones están a disposición de todo el mundo de forma gratuita.